# Goldsmid
Goldsmid ist der Familienname folgender Personen:

## Namensträger
- Francis Henry Goldsmid (1808–1878), englischer Politiker
- Frederick David Goldsmid (1812–1866), englische Politiker
- Henry d’Avigdor-Goldsmid (1909–1976), britischer Offizier und Politiker (Conservative Party)
- Isaac Lyon Goldsmid (1778–1859), britischer Unternehmer
- Louisa Sophia Goldsmid (1819–1908), britische Feministin
- Neville Davison Goldsmid (1814–1875), britisch-niederländischer Unternehmer und Kunstsammler
- Osmond D’Avigdor-Goldsmid (1877–1940), britischer Politiker